# دانييل بوكانيجرا أورتيز
دانييل بوكانيجرا أورتيز (بالإسبانية: Daniel Bocanegra)‏ (23 أبريل 1987 في كولومبيا - ) هو لاعب كرة قدم كولومبي في مركز الدفاع. شارك مع منتخب كولومبيا لكرة القدم. أما مع النوادي، فقد لعب مع أتلتيكو ناسيونال وأتليتيكو هويلا وإنديبندينتي ميديلين وإنديبنديينتي سانتا في وAcademia F.C. ‏.

## روابط خارجية
- دانييل بوكانيجرا أورتيز على موقع قاعدة بيانات كرة القدم.إي يو (الإنجليزية)
- دانييل بوكانيجرا أورتيز على موقع ناشيونال فوتبول تيمز (الإنجليزية)
- دانييل بوكانيجرا أورتيز على موقع Soccerway.com (الإنجليزية)
- دانييل بوكانيجرا أورتيز على موقع AS.com (الإسبانية)